# Història de l'hoquei sobre gel a Catalunya
Breu història de l'hoquei gel a Catalunya.

## Història

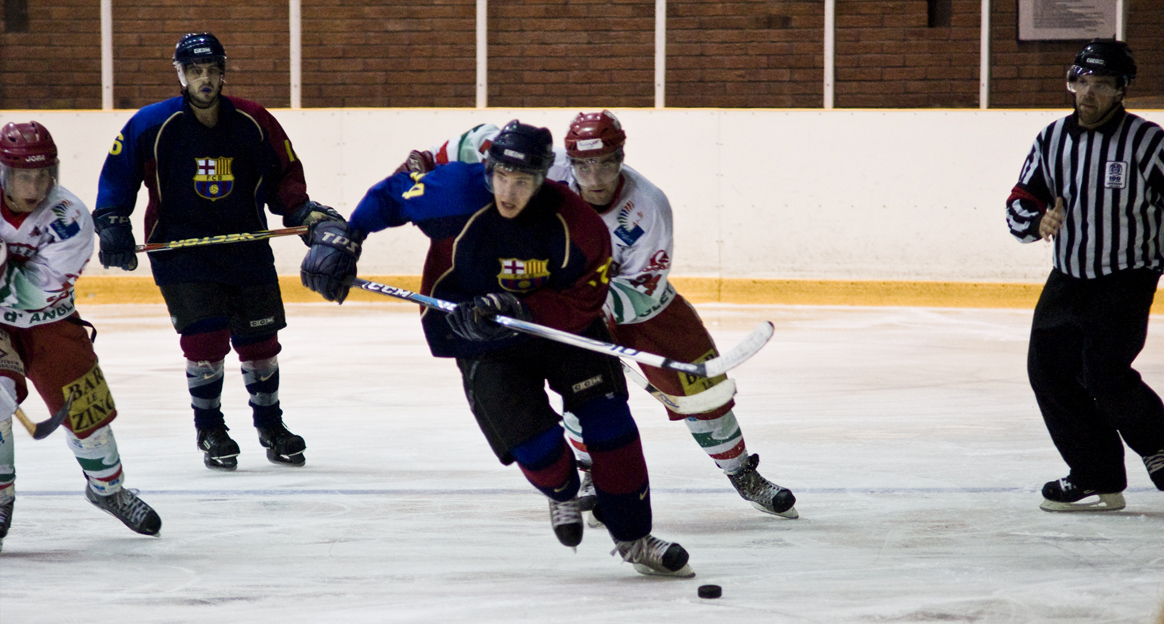
Jugadors d'hoquei sobre gel al FC Barcelona-HC Anglet Hormadi, al Palau de Gel de Barcelona.

L'hoquei sobre gel fou introduït a Catalunya a mitjans dels anys 40 a la Vall de Núria, essent el Club Alpí Núria el primer club que practicà aquest esport. Aquest club organitzà el primer torneig internacional el 1948, on fou camió el Kusnatch-Zurich, i on Pere Dosta i Anglada jugava de davanter al club de Núria. Pere Dosta i l'entrenador austríac Walter Foegger (que havia arribat a Catalunya contractat per impulsar els esports de neu) foren els grans impulsors d'aquest esport.
L'any 1952, també a Núria, es disputà el primer campionat d'Espanya, on a més del CA Núria hi participà el Valldèmia de Barcelona. El campió fou l'Atlètic de Madrid. L'any 1954 es disputà a Núria el primer Campionat de Catalunya d'hoquei gel. Hi participaren el CA Núria, CE Catalunya, Nou Creus HC i Alut HC. El Club Alpí Núria es proclamà campió.
L'any 1953, Pere Dosta es traslladà a Puigcerdà on introduí l'hoquei sobre gel en crear l'equip del Pensionat d'Alta Muntanya de les Escoles Pies de la ciutat. En l'Any 1956 es va fer el Primer Festival de Gel sobre el Llac glaçat de Puigcerdà, on participar el Club Alpi Núria i Els alumnes de les Escoles Pies de Puigcerdà. En l'Any 1958 es va fer una pista de gel natural al costat del Llac de Puigcerdà organitzat per en Pere Dosta Anglada. On varen jugar dos equips estrangers i el Clup Alpi Núria i El Pensionat d'Alta Muntanya capitanejat per en Pere Dosta. Anys després es fundà el Club Gel Puigcerdà, el 1973.
L'any 1971, amb la inauguració de la pista de gel de FC Barcelona, l'hoquei gel esdevé important al país. El 1972 es creà la Secció d'hoquei gel del Futbol Club Barcelona. També aparegueren clubs de vida efímera com el Club Gel Barcelona-Catalunya (1975) i el Club Hoquei Gel Barcelona (1979). Aquest mateix 1972 s'inicià la lliga espanyola amb els clubs Karu de Madrid, Casco Viejo de Bilbao, Txuri Urdiñ de Sant Sebastià i FC Barcelona. La competició és dominada pels equips bascos en els seus inicis, i pel Jaca aragonès i Puigcerdà i Barcelona posteriorment. El Barça guanyà les lligues de 1986-87, 1987-88, 1996-97, 2001-02 i 2008-09 i les copes de 1975-76, 1976-77, 1981-82 i 1996-97, mentre que el CG Puigcerdà guanyà les lligues de 1985-86, 1988-89, 2005-06, 2006-07 i 2007-08 i les copes de 1982-83, 1983-84, 1985-86, 1986-87, 1991-92, 1998-99, 2003-04, 2004-05, 2006-07, 2007-08 i 2008-09.
El 1974 s'inaugurà la pista de gel de l'Skating Club de Barcelona i el 1983 el Pavelló de Gel de Puigcerdà. L'any 1979 es disputà a la pista de gel del FCB el Campionat del Món C. L'any 2005 nasqué l'Hoquei Gel Club Viella-Vall d'Aran.
L'any 2003 la selecció catalana va debutar en partit amistós contra Bèlgica a Puigcerdà.

## Artícles relacionats
- Història dels esports d'hivern a Catalunya